# Wściekły Pies
Wściekły Pies (Dolle hond) is een Poolse cocktail die geserveerd wordt in een shotglas. Het bestaat uit wodka, Tabasco en frambozen- of zwartebessensiroop. De shot dient in een slok opgedronken te worden waardoor het zoete sap de smaak van de wodka en tabasco verzacht.
Een variant is Teraz Polska (Nu Polen) die uitsluitend bestaat uit wodka en siroop van rode vruchten. Doordat de zware siroop zakt, ontstaat de tweekleur van de Poolse vlag.